# Múnino
Múnino (en rus: Мунино) és un poble de l'óblast de Saràtov, a Rússia, segons el cens del 2015 tenia 876 habitants. Pertany al districte municipal de Mokroús.